# Prinsenhof de Bruges

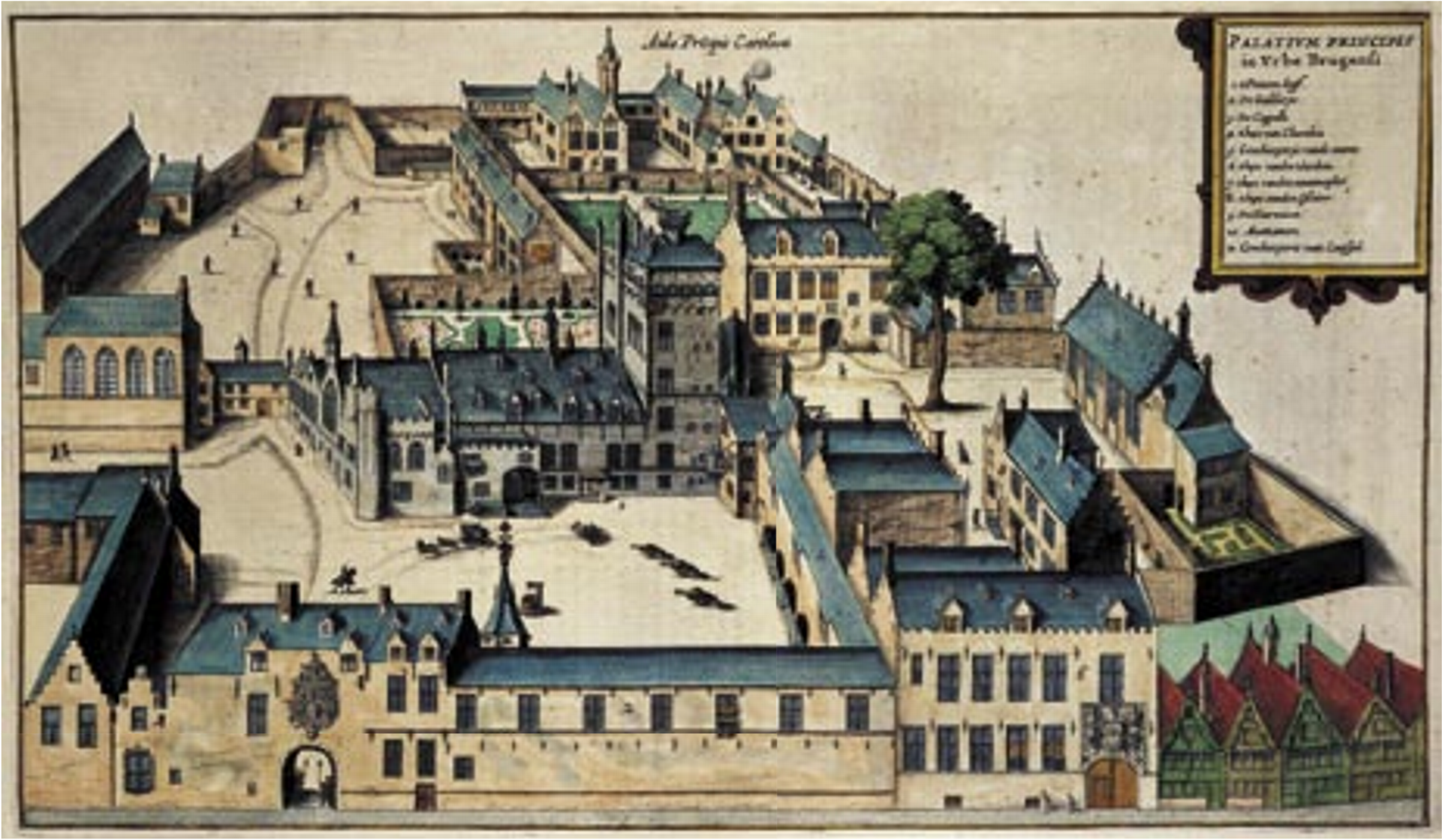
Le Prinsenhof en 1641

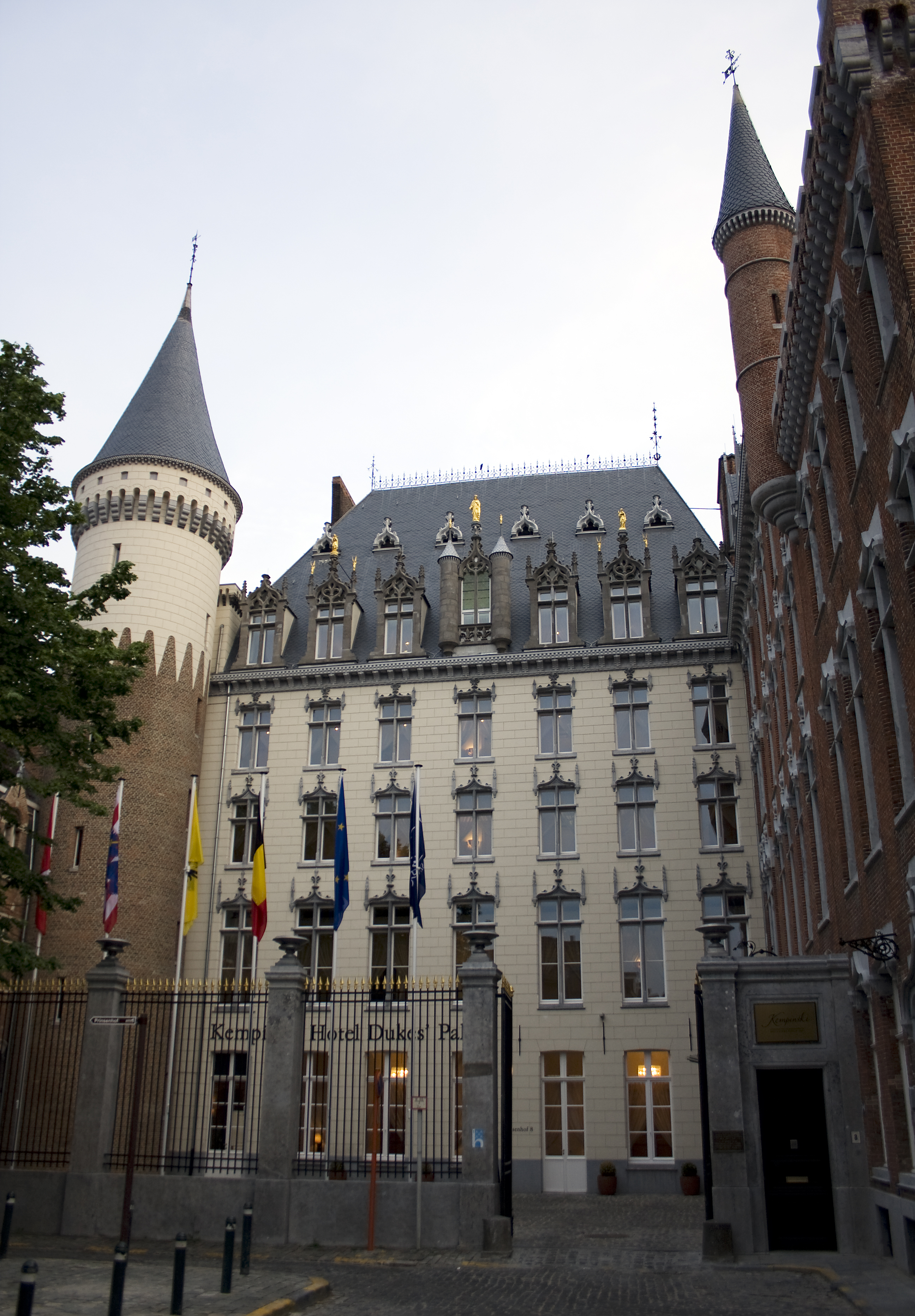
Le Prinsenhof

Le Prinsenhof de Bruges, en Belgique, fut d'abord la résidence des comtes de Flandre puis celle des ducs de Bourgogne. 
Datant du XVe siècle, il accueille, depuis 2008, le Kempinski Hotel Dukes Palace, hôtel de luxe cinq étoiles.